# لين رامزي
لين رامزي (بالإنجليزية: Lynne Ramsay) (و. 1969  م) هي مخرجة أفلام، وكاتبة سيناريو، ومصورة سينمائية، ومنتجة أفلام بريطانية، ولدت في غلاسكو.

## التعليم
تعلمت في جامعة نابير، والمدرسة الوطنية للسينما والتلفزيون ‏.

## جوائز وترشيحات
حصلت على جوائز منها:
- BAFTA Award for Best Short Film [الإنجليزية]‏، عن عمل: Swimmer (2012 film) [الإنجليزية]‏ (2012)
- BAFTA Award for Outstanding Debut by a British Writer, Director or Producer [الإنجليزية]‏، عن عمل: Ratcatcher (film) [الإنجليزية]‏ (1999)
- جائزة ساثرلاند [الإنجليزية]‏، عن عمل: Ratcatcher (film) [الإنجليزية]‏ (1998).

ترشحت لـ:
- BAFTA Award for Best Short Film [الإنجليزية]‏، عن عمل: Swimmer (2012 film) [الإنجليزية]‏ (2012)
- جائزة البافتا لأفضل إخراج  [لغات أخرى]‏، عن عمل: نحتاج للتحدث عن كيفين (2011)
- BAFTA Award for Outstanding British Film [الإنجليزية]‏، عن عمل: نحتاج للتحدث عن كيفين (2011)
- جائزة آكتا الدولية لأفضل سيناريو  [لغات أخرى]‏، عن عمل: نحتاج للتحدث عن كيفين (2010)
- British Independent Film Award for Best British Independent Film [الإنجليزية]‏، عن عمل: نحتاج للتحدث عن كيفين (2010)
- جائزة آكتا الدولية لأفضل إخراج  [لغات أخرى]‏، عن عمل: نحتاج للتحدث عن كيفين (2010)
- British Independent Film Award for Best British Independent Film [الإنجليزية]‏، عن عمل: Morvern Callar (film) [الإنجليزية]‏ (2001)
- BAFTA Award for Outstanding British Film [الإنجليزية]‏، عن عمل: Ratcatcher (film) [الإنجليزية]‏ (1999)
- BAFTA Award for Outstanding Debut by a British Writer, Director or Producer [الإنجليزية]‏، عن عمل: Ratcatcher (film) [الإنجليزية]‏ (1999)
- BAFTA Award for Best Short Film [الإنجليزية]‏ (1997).

## وصلات خارجية
- لين رامزي على موقع IMDb (الإنجليزية)
- لين رامزي على موقع مونزينجر (الألمانية)
- لين رامزي على موقع قاعدة بيانات الأفلام العربية
- لين رامزي على موقع ألو سيني (الفرنسية)
- لين رامزي على موقع تيرنر كلاسيك موفيز (الإنجليزية)
- لين رامزي على موقع أول موفي (الإنجليزية)
- لين رامزي على موقع بوكس أوفيس موجو (الإنجليزية)
- لين رامزي على موقع قاعدة بيانات الأفلام السويدية (السويدية)
- لين رامزي على موقع إن إن دي بي (الإنجليزية)
- لين رامزي على موقع قاعدة بيانات الفيلم (الإنجليزية)